# Jean-Jacqui Boutet
 (septembre 2011).
Si vous disposez d'ouvrages ou d'articles de référence ou si vous connaissez des sites web de qualité traitant du thème abordé ici, merci de compléter l'article en donnant les références utiles à sa vérifiabilité et en les liant à la section « Notes et références ».
Jean-Jacqui Boutet (né à La Tuque, le 16 octobre 1954) est un acteur et metteur en scène québécois.

## Biographie
Il fait ses études secondaires à l'École Secondaire Champagnat avant d'entrer au Conservatoire d'art dramatique de Québec (1973).
Il fonde ensuite, avec ses compagnons, le Théâtre de la Bordée dont il sera le directeur de 1987 à 1997.
Il a joué plus de 125 rôles au théâtre en plus d'être le metteur en scène d'une trentaine de pièces. Il a notamment joué dans Falstaff, Le Malade imaginaire, A toi pour toujours ta Marie-Lou, Les Jumeaux vénitiens et dans La Femme du boulanger.
Sa conjointe est Ginette Guay, comédienne, et il a deux enfants ; François (né en 1988) et Charles (né en 1990.)

## Télévision
- 1987 - Chop Suey

## Honneurs
- 1984 - Championnat de la Ligue nationale d'improvisation comme entraineur
- 1985 - Recrue de l'année à la Ligue nationale d'improvisation
- 1987 - Prix Paul-Hébert
- 1991 - Prix des abonnés de Trident

## Sources
- Sur journaldequebec.com
- Sur books.google.ca